# Епитафи Сретеновићима на гробљу Врањача у Ртарима
Епитафи Сретеновићима на гробљу Врањача у Ртарима представљају значајна епиграфска и фамилијарна сведочанства преписана са старих надгробних споменика у доњодрагачевском селу Ртари, Oпштина Лучани.
Сретеновићи воде порекло од Сретена Гавриловића (†1842) који се у неким документима води и као Загић или Савић. Није познато одакле је Сретен дошао у Ртаре, али је могуће да је био у блиским сродничким односима са Симом Пуховцем, претком ртарских Миловановића.
Сретен је са супругом Јованком имао двоје деце - Спасоја и Марту. Спасоје је имао супругу која се такође звала Марта, а која је по књизи венчаних била ћерка неког Марка из Турске. Спасоје и Марта имали су синове Аксентија, Алексу, Јевта, Миладина, Николу, Филипа и ћерку Илку. Друга Спасојева супруга била је Стана, супруга почившег Милисава Обреновића из Марковице.
Од свих Сретенових и Мартиних синова једино је Никола, са супругом Ђурђијом (имали су седморо деце), имао мушке потомке. Њихови синови Радомир и Радосав погинули су истог дана - 9. августа 1914. године, на самом почетку Првог светског рата.
Син Обрад се после Другог рата преселио у Клисуру, где се „призетио” у кућу Михаила Крловића.
Сретеновићи данас живе у Ртарима, Чачку и Београду. Славе Стевањдан.
Споменик Сретену Гавриловићу (†1842)
Овде почива
СРЕТЕН Гавриловић
ж. 50 г умро 1842
Споменик Сретеновићима из Ртара – Спасоју, Стани, Алекси и Јелени 
Овде почива тело покојног
СПАСОЈА Сретеновића из Ртара
пож. 62 год умро ....
Супруга му СТАНА
пож. 58 год умрла ....
Син им
АЛЕКСА
пож. 66 година а умро 1916 год.
ЈЕЛЕНА
супруга Алексе
пож. 40 г а умрла 1908 г
Овај спомен подиже свом роду
Обрад Сретеновић
са својом децом